# Enkel resa
Enkel resa är en svensk komedifilm från 1988 med regi och manus av Hans Iveberg. I rollerna ses bland andra Sven Wollter, Dan Ekborg och Sif Ruud.

## Om filmen
Filmen spelades in med Peter Hald som producent och Mischa Gavrjusjov som fotograf. Den hade premiär den 27 maj 1988 på en mängd biografer runt om i Sverige.
Filmen sågades av kritikerna och blev även ett publikfiasko med endast 12 000 biobesökare de två första veckorna.
Filmen har visats på TV4 och senare även i SVT1 i juni 2018, september 2019 och november 2021.

## Handling
Den före detta brottslingen Johannes lever numera ett hederligt liv i Stockholm, där han arbetar som antikhandlare. En dag kräver hälaren Alex tillbaka en skuld, vilken Johannes har svårt att betala.

## Rollista
- Sven Wollter – Johannes
- Dan Ekborg – Body
- Sif Ruud – Astrid
- Sten-Åke Cederhök	– Jagetoft
- Inger Lise Rypdal – Birgit
- Gösta Engström – Carlo
- Jarl Borssén – Manuel
- Asko Sarkola – Pekka
- Svante Grundberg – Sune, säkerhetsvakt
- Peter Harryson – Bertil, säkerhetsvakt
- Sten Ljunggren – Alex
- Jahn Teigen – norsk järnvägsentusiast
- Lena-Pia Bernhardsson – Lotte
- Malena Engström – Eva
- Klas Ruin – Jan
- Göthe Grefbo – steward
- Sture Hovstadius – hovmästare
- Michael Segerström – kocken
- Birger Österberg – ung fransk kock
- Johan Sjögren	– bartender
- Roger Sellberg – maskinist
- Hans Harnesk – torped
- Mikael Klöfver – torped
- Bo Brundin – Larsson
- Pontus Gustafsson	– polis
- Lennart R. Svensson – tullman[1]